# Satyendra Nath Bose
Satyendra Nathan Bose (en bengalí: সত্যেন্দ্রনাথ বসু Satyendranāth Basu) (1 de enero de 1894-4 de febrero de 1974) fue un físico indio especializado en física matemática. Es conocido por su trabajo en mecánica cuántica en los principios de los años 1920, que establece las bases para la estadística de Bose-Einstein y la teoría de condensado de Bose-Einstein. El bosón (una de las partículas elementales) es reconocido con ese nombre en su honor. Fue premiado con el segundo reconocimiento civil más alto en la India, el Padma Vibhushan en 1954 dado por el gobierno de la India.
Bose nació en Calcuta y fue el mayor de siete hermanos. Su padre, Surendranath Bose, trabajó en el Departamento de Ingeniería de los Ferrocarriles del Este de India.
Bose asistió a la escuela secundaria hindú en Calcuta y luego a la Facultad de la Presidencia, también en Calcuta, obteniendo siempre las más altas calificaciones. De 1916 a 1921 fue profesor en el departamento de física de la Universidad de Calcuta. En 1921 pasó a formar parte del departamento de física de la nueva Universidad de Daca (ahora llamada Universidad de Daca), nuevamente como estudiante.

## Docencia
En 1919 volvió a Calcuta y dio clases en la Universidad de Calcuta hasta 1956, fecha en la que se retiró de la docencia y fue nombrado profesor emérito.
Su mayor logro científico lo obtuvo cuando le envió un manuscrito a Einstein para que este lo revisara y tradujera. Einstein quedó maravillado con el trabajo y lo recomendó para su publicación. El «paper» fue la semilla de lo que después se conoció como el condensado de Bose-Einstein.

## Investigación
Bose asistió a la Escuela Hindú de Calcuta y más tarde al Presidency College, también en Calcuta, donde obtuvo las mejores notas, mientras que su compañero y futuro astrofísico Meghnad Saha quedó en segundo lugar. Entró en contacto con profesores como Jagadish Chandra Bose, Prafulla Chandra Ray y Naman Sharma, que le inspiraron para apuntar alto en la vida. De 1916 a 1921 fue profesor en el departamento de física del Rajabazar Science College de la Universidad de Calcuta. Junto con Saha, Bose preparó en 1919 el primer libro en inglés basado en traducciones al alemán y al francés de artículos originales sobre la relatividad especial y general de Einstein. En 1921, se incorporó como lector al Departamento de Física de la recién fundada Universidad de Dhaka (en la actual Bangladés). Bose creó departamentos completamente nuevos, con laboratorios incluidos, para impartir cursos avanzados de licenciatura y máster, y enseñó termodinámica y la teoría del electromagnetismo de James Clerk Maxwell.
Satyendra Nath Bose, junto con Saha, presentó varios trabajos sobre física teórica y matemáticas puras a partir de 1918. En 1924, mientras trabajaba como lector (profesor sin cátedra) en el Departamento de Física de la Universidad de Dhaka, Bose escribió un artículo en el que derivaba la ley de radiación cuántica de Planck sin ninguna referencia a la física clásica, utilizando una novedosa forma de contar estados con partículas idénticas. Este artículo fue fundamental para crear el importante campo de la estadística cuántica. Aunque no fue aceptado de inmediato para su publicación, envió el artículo directamente a Albert Einstein en Alemania. Einstein, reconociendo la importancia del artículo, lo tradujo él mismo al alemán y lo envió en nombre de Bose a la prestigiosa Zeitschrift für Physik. Gracias a este reconocimiento, Bose pudo trabajar durante dos años en laboratorios europeos de rayos X y cristalografía, en los que colaboró con Louis de Broglie, Marie Curie y Einstein.

#### Condensado de Bose-Einstein

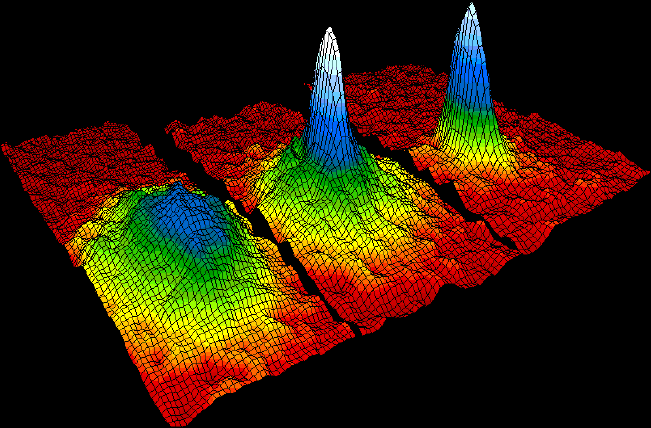
Datos sobre la distribución de la velocidad de un gas de átomos de rubidio, que confirman el descubrimiento de una nueva fase de la materia, el condensado de Bose-Einstein. Izquierda: justo antes de la aparición de un condensado de Bose-Einstein. Centro: justo después de la aparición del condensado. Derecha: tras una nueva evaporación, dejando una muestra de condensado casi puro.

Einstein tampoco se dio cuenta al principio de lo radical que era la desviación de Bose, y en su primer trabajo después de éste se guio, como Bose, por el hecho de que el nuevo método daba la respuesta correcta. Pero después de su segundo artículo utilizando el método de Bose, en el que Einstein predijo el condensado de Bose-Einstein (imagen de la izquierda), empezó a darse cuenta de lo radical que era, y lo comparó con la dualidad onda-partícula, diciendo que algunas partículas no se comportaban exactamente como partículas. Bose ya había enviado su artículo a la revista británica Philosophical Magazine, que lo rechazó antes de que él se lo enviara a Einstein. No se sabe por qué fue rechazado.
Einstein adoptó la idea y la extendió a los átomos. Esto llevó a predecir la existencia de un fenómeno conocido como condensado de Bose-Einstein, una densa colección de bosones (partículas con espín entero, en honor a Bose) cuya existencia se demostró experimentalmente en 1995.